# Eagle Vision
Eagle Vision var en af det amerikanske bilmærke Eagle mellem starten af 1992 og slutningen af 1997 fremstillet øvre mellemklassebil med forhjulstræk.
Vision var baseret på Chrysler-koncernens LH-platform og var teknisk set beslægtet med modellerne Chrysler Concorde, New Yorker og LHS samt Dodge Intrepid. Vision adskilte sig kun fra Dodge Intrepid og Chrysler Concorde i detaljer, som f.eks. frontpartiets kileformede design. I Europa blev Eagle Vision − ligesom Dodge Caravan − markedsført under varemærket Chrysler.
Vision blev præsenteret i starten af 1992 på biludstillingen i Detroit. Designet fulgte den af Chrysler formerede Cab Forward-filosofi og havde en lang akselafstand, forholdsmæssigt korte overhæng og en fortil udhængende passagerkabine med en tilsvarende kort motorhjelm.
Modelprogrammet omfattede versionerne ESi med 3,3-liters V6-motor (114 kW/155 hk) og TSi med 3,5-litersmotor (160 kW/218 hk) med 24 ventiler, begge i kombination med firetrins automatgear. ESi-modellen havde strammere undervogn, ABS-bremser, læderrat og 16" alufælge.
I efteråret 1993 blev 3,3'erens effekt øget til 120 kW (163 hk) og automatgearet med henblik på blødere gearskift modificeret.
Til modelåret 1997 fik basismodellen ESi bagtil tromle- i stedet for de hidtil benyttede skivebremser.
Mærket Eagle forsvandt helt i foråret 1998. Den allerede færdige efterfølger blev derfor markedsført som Chrysler 300M. Der blev i alt produceret 94.000 eksemplarer af Eagle Vision.